# Ipil
Ipil ist eine eigenständig verwaltete Gemeinde in der Provinz Zamboanga Sibugay auf den Philippinen. Die Gemeinde Ipil ist zugleich Sitz der Provinzverwaltung von Zamboanga Sibugay.

## Namensherkunft
Ipil war anfänglich unter dem Namen Nito bekannt und gehörte zu der Gemeinde Kabasalan. Der Name Nito verwies auf die berühmten Hüte und Körbe, die in dieser Gegend hergestellt wurden. Das Material findet man reichhaltig entlang des nahen Bacalan Flusses, wo es an den Ufern wächst und gedeiht. Von Nito wandelte sich der Name mit der Zeit in Sanito. Die Namenswandlung beruhte vermutlich auf Folgendem: Wenn die Einheimischen gefragt wurden, woher sie kamen, antworteten sie: „Sa Nito“, also „aus Nito“.

## Geographie
Ipil liegt im Zentrum der Provinz Zamboanga Sibugay. Sie wird begrenzt von der Gemeinde Naga im Osten, von Titay im Norden und von Roseller Lim im Westen. Im Süden befindet sich die Küstenlinie zur Bucht von Sibuguey, einem Teil des Golfes von Moro.
Die Gemeinde hat eine Gesamtfläche von 91,1 km².

## Geschichte
Ursprünglich waren die Einwohner von Sanito vom Volksstamm der Subanon. Diese wurden von einem Priester geführt und sie verehrten die Sonne, den Mond, die Sterne, die Flüsse und die großen Bäume innerhalb ihres Gebietes. Die Subanons machten Tauschgeschäfte mit chinesischen Händlern. Sie tauschten Krüge, Teller, Messinggegenstände, Münzen und andere Güter mit Gewürzen und landwirtschaftlichen Produkten aus ihrer Heimat. Später vermischten sich die Subanons mit Leuten anderer Kulturen. Heutzutage bilden ihre Nachkommen eine Mischung aus Ureinwohnern und Einwanderern unterschiedlicher Herkünfte und Glaubensrichtungen, die jedoch harmonisch miteinander umgehen und leben können.
Am 26. Juli 1949 wurde der Name Ipil mit dem Executive Order Nr. 249 von dem damaligen Präsidenten Elpidio Quirino festgelegt und das Gebiet als offizielle Verwaltungsgemeinde anerkannt.
1995 führte die islamistische Terrorgruppe Abu Sayyaf einen seegestützten Angriff auf die Stadt durch. An der Aktion waren mehr als 200 bewaffnete Terroristen beteiligt. Dabei wurde das wirtschaftliche Zentrum der Stadt so zerstört, dass es unmittelbar danach abgerissen werden musste. Eigentliches Ziel der Attacke waren jedoch die sieben Banken der Stadt. Bei dem Angriff wurden mehr als 50 Einwohner von Ipil getötet.
Die Gemeinde Ipil gehörte zu dieser Zeit noch der Provinz Zamboanga del Sur an. Doch bereits lange vor 1960 gab es Ansätze einer Abspaltung von dieser Provinz. Verschiedene Anträge wurden hierzu im Kongress eingereicht, blieben allerdings unbearbeitet.
Eine durchgeführte Volksabstimmung im Mai 1997 verdeutlichte jedoch den Willen der Bevölkerung zur Einrichtung einer separaten Provinz und mit dem Republic Act Nr. 8973 wurde die Abspaltung am 22. Februar 2001 endgültig umgesetzt. Seit dieser Zeit existiert nun die neue Provinz Zamboanga Sibugay mit Ipil als Hauptsitz der Provinzverwaltung.

## Baranggays
Ipil ist politisch in 28 Baranggays untergliedert.
| - Bacalan - Bangkerohan - Bulu-an - Caparan - Domandan - Don Andres - Doña Josefa - Guituan - Ipil Heights - Labi - Logan - Lower Ipil Heights - Lower Taway - Lumbia | - Maasin - Magdaup - Makilas - Pangi - Poblacion - Sanito - Suclema - Taway - Tenan - Tiayon - Timalang - Tomitom - Upper Pangi - Veteran’s Village (Ruiz) |